# Donald Pleasence

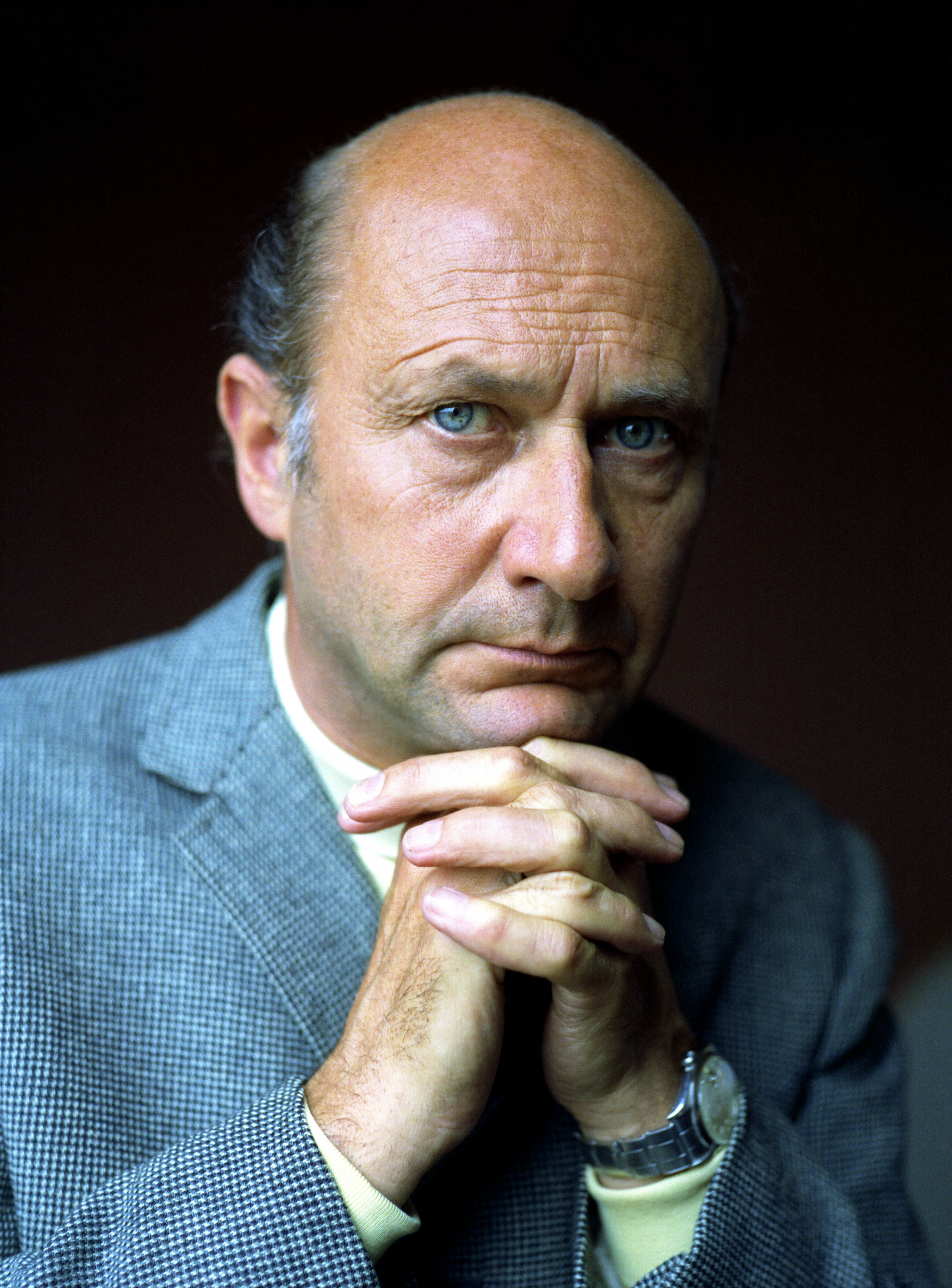
Donald Pleasence (1973)

Donald Pleasence (* 5. Oktober 1919 in Worksop, Nottinghamshire, England; † 2. Februar 1995 in Saint-Paul-de-Vence, Frankreich) war ein britischer Schauspieler. Kritiker nannten ihn den „Mann mit den hypnotischen Augen“.

## Leben
Pleasence wurde als jüngerer von zwei Söhnen eines Bahnhofsvorstehers geboren. Ein Jahr vor dem Abschluss verließ er die Schule und erhielt einen Platz an der Royal Academy of Dramatic Art für eine Ausbildung zum Schauspieler, konnte diese aber nicht aufnehmen, da er das nötige Stipendium zur Finanzierung des Lebensunterhalts nicht erhielt. Nach Jobs bei der britischen Eisenbahn wurde er anderthalb Jahre später als Assistant Stage Manager am Theater auf der Insel Jersey engagiert. Dort begann 1939 auch seine Schauspielkarriere durch die Mitwirkung in einer Theaterfassung von Emily Brontës Roman Wuthering Heights. Er hatte schnell Erfolg und spielte 1942 während seines ersten Engagements in London den Curio in Shakespeares Was ihr wollt.
Seine Schauspielkarriere wurde durch den Zweiten Weltkrieg unterbrochen. Als Pazifist verweigerte er zunächst den Kriegsdienst und arbeitete ein halbes Jahr ersatzweise als Holzfäller, änderte dann aber seine Meinung und ging zur Royal Air Force, wo er als Funker und Bordschütze der 166. Squadron des RAF Bomber Command an fast 60 Einsätzen teilnahm. Am 31. August 1944 wurde die Lancaster NE112, deren Crewmitglied er war, bei einem Angriff auf Agenville abgeschossen. Pleasence geriet in Gefangenschaft und wurde bis zum Kriegsende im Kriegsgefangenenlager der Luftwaffe Stalag Luft 1 in Barth interniert. 
Ein Jahr nach Kriegsende nahm er die Schauspielerei wieder auf. Nach einer Station in Birmingham engagierte ihn die angesehene Bristol Old Vic Company. Dort wurde Laurence Olivier auf ihn aufmerksam. 1951 ging Pleasence mit Olivier und Vivien Leigh auf eine Gastspielreise nach New York, wo sie in Julius Cäsar und Antonius und Cleopatra von Shakespeare auftraten. Nach weiteren Theatererfolgen begann er in der ersten Hälfte der 1950er Jahre auch für Film und Fernsehen zu arbeiten. Einen großen Theatererfolg feierte er 1960 in London und anschließend am Broadway in New York in der Rolle des Davies in dem Drama Der Hausmeister (The Caretaker) von Harold Pinter, das später auch verfilmt wurde.
Seinen Durchbruch in Hollywood hatte Pleasence 1963 mit dem Film Gesprengte Ketten, dem weitere Rollen in großen Hollywood-Produktionen folgten. Er verkörperte 1966 auch den Erzbösewicht Ernst Stavro Blofeld in dem James-Bond-Film Man lebt nur zweimal. Ab den 1970er Jahren trat er auch häufig in B-Movies (Horror-, Mysteryfilmen) auf. Mit der Rolle des Psychiaters Dr. Sam Loomis in dem Film Halloween des Regisseurs John Carpenter, der ein großer Publikumserfolg wurde und dem zahlreiche Fortsetzungen folgten, wurde Pleasence zu einer Kultfigur im Genre des Horrorfilms. Seinen vorletzten Auftritt hatte er in dem italienischen Slasher-Film Fatal Frames. Innerhalb eines Jahres spielte er sowohl 1976 als auch 1977 bei beiden Produktionen mit dem Titel Jesus von Nazareth mit; war er 1976 noch als Pontius Pilatus zu sehen, spielte er im Jahr darauf die Rolle des Melchior. Daneben trat er auch als Autor von Kinderbüchern hervor.
Mit seiner ersten Frau Miriam Raymond, mit der er von 1941 bis 1958 verheiratet war, hatte Pleasence die Töchter Angela und Jean. Aus seiner Ehe mit der Schauspielerin und Sängerin Josephine Martin Crombie von 1959 bis 1970 gingen die Töchter Lucy und Polly Jo hervor. Während der Ehe mit Meira Shore von 1970 bis 1988 wurde seine Tochter Miranda geboren. Bis zu seinem Tod war er mit seiner vierten Ehefrau Linda verheiratet.
Nach den ursprünglichen Dreharbeiten zu Halloween VI – Der Fluch des Michael Myers starb Pleasence in seiner Wahlheimat Saint-Paul-de-Vence in Südfrankreich an Komplikationen nach einer Herzklappenoperation.

## Deutsche Synchronstimmen
Pleasence hatte in seiner langen Schauspielkarriere keinen festen deutschen Sprecher, wurde jedoch seit den frühen 60ern der Reihe nach am häufigsten von Wolfgang Spier (14 Mal), Friedrich W. Bauschulte (10 Mal) und Horst Sachtleben (sieben Mal) gesprochen, aushilfsweise auch von Friedrich G. Beckhaus (5 mal, u. a. in Die Fürsten der Dunkelheit); In der Halloween-Reihe wurde er in der Rolle des Dr. Sam Loomis in den ersten beiden Teilen von Holger Hagen gesprochen. Im vierten und fünften Teil wurde er von Jochen Striebeck abgelöst. Im sechsten Teil übernahm hingegen Hans Teuscher die Rolle.

## Filmografie (Auswahl)
- 1954: Ins Paradies verbannt (The Beachcomber)
- 1956: 1984
- 1957: Manuela
- 1958: Heart of a Child
- 1958: Zwei Städte (A Tale of Two Cities)
- 1959: Blick zurück im Zorn (Look Back in Anger)
- 1959: Der Arzt und die Teufel (The Flesh and the Fiends)
- 1959: Der nackte Spiegel (The Naked Mirror)
- 1960: Hetzjagd (Hell is a City)
- 1960: David und König Saul (A Story of David)
- 1960: Der rote Schatten (Circus of Horrors)
- 1960: Söhne und Liebhaber (Sons and Lovers)
- 1960: Und morgen alles (No Love for Johnny)
- 1960: Versuchung auf der Schulbank (Spare the Road)
- 1960: Die unheimlichen Hände des Dr. Orlak (The Hands of Orlac)
- 1960–1961: Geheimauftrag für John Drake (Danger Man) (Fernsehserie, 2 Folgen)
- 1961: Leiche auf Urlaub (What a Carve Up!)
- 1962: Der Inspektor (Lisa)
- 1962: Dr. Crippen (Dr Crippen)
- 1963: Gesprengte Ketten (The Great Escape)
- 1963: Der Hausmeister (The Caretaker)
- 1965: Die größte Geschichte aller Zeiten (The Greatest Story Ever Told)
- 1965: Vierzig Wagen westwärts (The Hallelujah Trail)
- 1966: Die Nacht der Generale (The Night of the Generals)
- 1966: Die phantastische Reise (Fantastic Voyage)
- 1966: Die schwarze 13 (Eye of the Devil)
- 1966: Wenn Katelbach kommt… (Cul-de-sac)
- 1967: Matchless
- 1967: James Bond 007 – Man lebt nur zweimal (You Only Live Twice)
- 1968: Mr. Freedom (Mister Freedom)
- 1968: Der Verwegene (Will Penny)
- 1969: Die Irre von Chaillot (The Madwoman of Chaillot)
- 1970: Das Wiegenlied vom Totschlag (Soldier Blue)
- 1971: Entführt (Kidnapped)
- 1971: Der Rattenfänger von Hameln (The Pied Piper)
- 1971: THX 1138
- 1971: Ferien in der Hölle (Wake in Fright)
- 1971: Das zweite Kommando (The Jerusalem File)
- 1972: Heinrich VIII. und seine sechs Frauen (Henry VIII and His Six Wives)
- 1972: Wer zuletzt lebt, lebt am besten (Innocent Bystanders)
- 1973: Abenteuer Gold (The Rainbow Boys)
- 1973: Columbo: Wein ist dicker als Blut (Any Old Port in a Storm) (Fernsehreihe)
- 1973: Mally’s Bucht (Malachi’s Cove) (Fernsehfilm)
- 1973: Tunnel der lebenden Leichen (Death Line)
- 1974: Das Labor des Grauens – The Freakmaker (The Mutations)
- 1974: Die schwarze Windmühle (The Black Windmill)
- 1974: Die Tür ins Jenseits (From Beyond the Grave)
- 1974: Zwei wie Pech und Schwefel (…altrimenti ci arrabbiamo!)
- 1975: Dr. Jekyll und Mr. Hyde (Dr Jekyll and Mr Hyde) (Fernsehfilm)
- 1975: Die Flucht zum Hexenberg (Escape to Witch Mountain)
- 1975: Der Graf von Monte Christo (The Count of Monte Cristo) (Fernsehfilm)
- 1975: Im Herz des Wilden Westens (Hearts of the West)
- 1976: Jesus von Nazareth (The Passover Plot)
- 1975: Der Teufel in ihr (I Don't Want to Be Born)
- 1976: Der Adler ist gelandet (The Eagle Has Landed)
- 1976: Der letzte Tycoon (The Last Tycoon)
- 1976: Reise in die Angst (Journey into Fear) (Fernsehfilm)
- 1976: Selbstjustiz (Trial by Combat)
- 1977: Jesus von Nazareth (Jesus of Nazareth) (Fernsehfilm)
- 1977: Night Creature (Night Creature)
- 1977: Oh Gott … (Oh God!)
- 1977: Telefon
- 1977: Das Unheimliche (The Uncanny)
- 1978: Halloween – Die Nacht des Grauens (John Carpenter’s Halloween)
- 1978: Blutsverwandte (Les Liens de sang)
- 1978–1979: Colorado Saga (Centennial) (Fernsehserie, 12 Folgen)
- 1978: Ein Mann in Wut (L'Homme à Colère)
- 1978: Morgen gibt es kein Erwachen (Tomorrow Never Comes)
- 1978: Power Play (Coup d'Etat)
- 1978: Sgt. Pepper’s Lonely Hearts Club Band (Sgt. Pepper’s Lonely Hearts Club Band)
- 1979: Dracula
- 1979: Im Westen nichts Neues (All Quiet on the Western Front) (Fernsehfilm)
- 1979: Jaguar lebt! (Jaguar Lives!)
- 1979: Victor Charlie ruft Lima Sierra (The French Atlantic Affair)
- 1979: Weiße Sklavin der grünen Hölle (Gold of the Amazon Women)
- 1979: Good Luck, Miss Wyckoff
- 1980: Blätter bugwärts (Blade on the Feather) (Fernsehfilm)
- 1980: Der Puma Mann (L'uomo puma)
- 1981: Die Klapperschlange (Escape from New York)
- 1981: Halloween II – Das Grauen kehrt zurück (Halloween II)
- 1981: Monster Club (The Monster Club)
- 1981: Ein Teufelskerl (Race for the Yankee Zephyr)
- 1982: Zeugin der Anklage (Witness for the Prosecution) (Fernsehfilm)
- 1982: Zwei Stunden vor Mitternacht (Alone in the Dark)
- 1983: Es ist nie zu spät (Better Late Then Never)
- 1983: Die Himmels-Maschine – Einladung eines Verrückten (Where is Parsifal?)
- 1983: The Last Warrior – Der Kämpfer einer verlorenen Welt (I predatori dell'anno omega)
- 1983: Totentanz der Hexen (The Devonsville Terror)
- 1984: Der Ambassador (The Ambassador)
- 1984: Black Arrow – Krieg der Rosen (Black Arrow)
- 1984: Die Brut des Adlers (A Breed Apart)
- 1984: Agatha Christie: Karibische Affäre (Fernsehserie S02, E10)
- 1985: Phenomena
- 1985: Im Schatten des Triumphbogens (Arch of Triumph) (Fernsehfilm)
- 1985: Das Geheimnis der blauen Diamanten (The Treasure of the Amazon)
- 1985: The Last Shot (Sotto il vestito niente)
- 1985: Die Rückkehr der Wildgänse
- 1986: Scoop – Sensationsnachricht (Scoop)
- 1986: Specters – Mächte des Bösen (Spettri)
- 1986: Warrior Queen
- 1987: Basements
- 1987: Die Fürsten der Dunkelheit (Prince of Darkness)
- 1987: Djangos Rückkehr (Django 2: il grande ritorno)
- 1987: Kreis der Angst (Ground Zero)
- 1987: Der Kampfgigant (Double traget)
- 1987: Missing and Killed (To Kill a Stranger)
- 1987: Nosferatu in Venedig (Nosferatu a Venezia)
- 1988: American Rikscha (American riscio)
- 1988: Bye Bye Vietnam (Angel Hill)
- 1988: Der Commander
- 1988: Gesprengte Ketten – Die Rache der Gefangenen (The Great Escape II: The Untold Story)
- 1988: Halloween IV – Michael Myers kehrt zurück (Halloween 4: The Return of Michael Myers)
- 1988: Hanna’s War
- 1988: The House of Usher (The Fall of the House of Usher)
- 1988: Off Balance – Der Tod wartet in Venedig (Un delitto poco commune)
- 1989: Agatha Christie: Tödliche Safari (Ten Little Indians)
- 1989: Halloween V – Die Rache des Michael Myers (Halloween 5)
- 1989: Lost Girls (Buried Alive)
- 1989: River of Death – Fluß des Grauens (River of Death)
- 1990: Gefährliche Begegnung (Donne armate)
- 1991: Die Geier warten schon (L'avvoltoio sa attendere) (Fernsehfilm)
- 1992: Diên Biên Phú – Symphonie des Untergangs (Diên Biên Phú)
- 1992: Schatten und Nebel (Shadows and Fog)
- 1993: Pesthauch des Bösen (The Hour of the Pig)
- 1995: Halloween VI – Der Fluch des Michael Myers (Halloween: The Curse of Michael Myers)
- 1996: Fatal Frames (Fotogrammi mortali)